# Quartinia striata
Quartinia striata är en stekelart som beskrevs av Richards 1962. Quartinia striata ingår i släktet Quartinia och familjen Masaridae. Inga underarter finns listade i Catalogue of Life.